# 太安 (北魏)
太安（たいあん）は、南北朝時代の北魏において、文成帝の治世に使用された元号。455年6月 - 459年12月。

## 西暦・干支との対照表
| 太安 | 元年  | 2年   | 3年   | 4年   | 5年   |
| 西暦 | 455年 | 456年 | 457年 | 458年 | 459年 |
| 干支 | 乙未  | 丙申  | 丁酉  | 戊戌  | 己亥  |